# سوسک آبزی

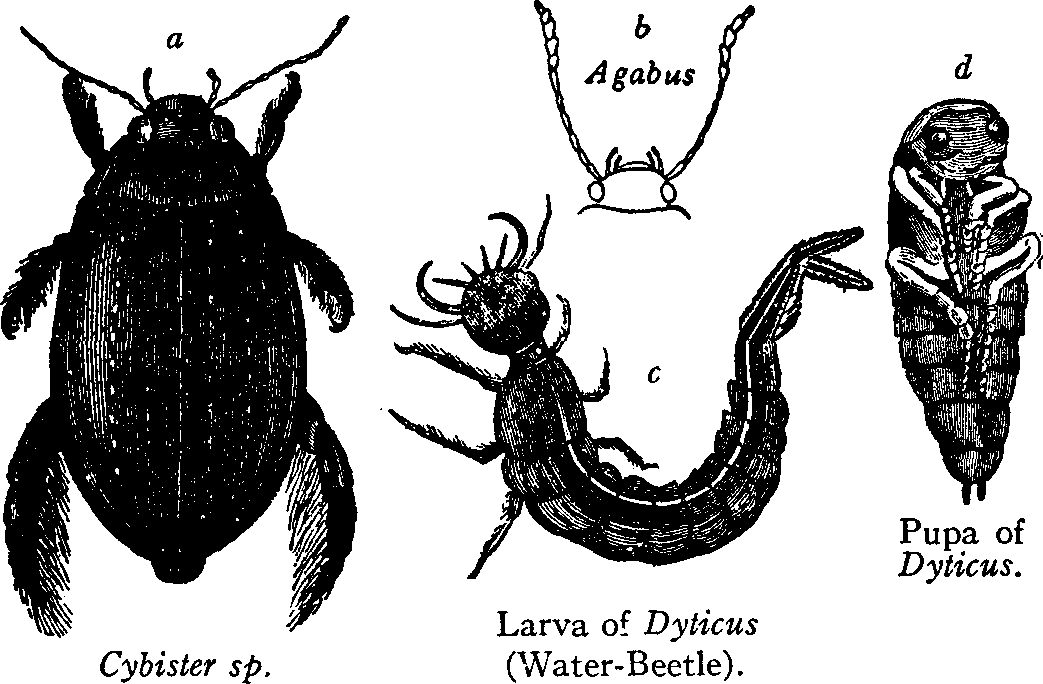
سوسک‌های آبی (Dytiscidae). الف، سوسک (Cybister sp.); ب، سر سوسک با حسگر و تفنگ (آگابوس). ج، لارو (Larva of Dytiscus, Water Beetle); د، شفیره (Pupa of Dytiscus).

سوسک آبزی (انگلیسی: Water beetle)، نام کلی برای هر قاب‌بال است که در هر نقطه از چرخه زندگی خود در آب زندگی می‌کند. بیشتر سوسک‌های آبزی تنها می‌توانند در آب شیرین زندگی کنند، با چند گونه اقیانوسی که در پهنه جزر و مدی یا پهنه ساحلی زندگی می‌کنند. تقریباً ۲۰۰۰ گونه از سوسک‌های آبزی واقعی، بومی سرزمین‌های سراسر جهان هستند.
بسیاری از سوسک‌های آبزی حباب هوا به نام حفره الیترا را در زیر شکم خود حمل می‌کنند که هوا را تأمین می‌کند و از ورود آب به اسپیراکل‌ها (Spiracle) جلوگیری می‌کند. برخی دیگر سطح اسکلت بیرونی خود را برای تشکیل یک پلاسترون یا «آبشش فیزیکی» تغییر داده‌اند که امکان تبادل مستقیم گاز با آب را فراهم می‌کند. برخی از خانواده‌های سوسک‌های آبی پاهای عقبی حاشیه‌ای دارند که برای شنا مناسب است، اما اکثر آنها چنین نیستند. اکثر خانواده‌های سوسک‌های آبی لاروهایی دارند که آبزی نیز هستند. بسیاری از آنها لاروهای آبزی و بزرگسالان خشکی دارند.

## رژیم غذایی
سوسک‌های آبزی می‌توانند گیاه‌خوار، شکارچی یا لاشخور باشند. سوسک‌های گیاه‌خوار فقط از گیاهان آبزی مانند جلبک‌ها یا برگ‌ها تغذیه می‌کنند. آنها همچنین ممکن است آب ساقه یک گیاه نزدیک را بمکند. سوسک‌های رفتگر از مواد آلی در حال تجزیه که رسوب کرده‌اند تغذیه می‌کنند. مواد حذف شده می‌تواند از پوشش گیاهی آبزی، مدفوع، یا سایر موجودات کوچکی که مرده‌اند به دست آید. سوسک غواص بزرگ، یک شکارچی، از چیزهایی مانند کرم، قورباغه و حتی گاهی ماهی‌های کوچک تغذیه می‌کند.

## گونه‌ها
خانواده‌هایی که در آنها همه گونه‌ها در تمام مراحل زندگی آبزی هستند عبارتند از:
- Dytiscidae
- Gyrinidae (Whirligig beetles)
- Haliplidae
- Noteridae
- Amphizoidae
- Hygrobiidae (Squeak beetles)
- Meruidae
- Hydroscaphidae (Skiff beetles).

خانواده‌هایی که بزرگسالان لزوماً آبزی نیستند عبارتند از:
- Hydrophilidae
- Lutrochidae (Travertine beetles)
- Dryopidae
- Elmidae
- Eulichadidae
- Heteroceridae
- Limnichidae
- Psephenidae (Water-penny beetles)
- Ptilodactylidae
- Torridincolidae
- Sphaeriusidae